# Somchai Wongsawat
Somchai Wongsawat (em tailandês: สมชาย วงศ์สวัสดิ์) (31 de agosto de 1947) é um político tailandês, primeiro-ministro e membro do Partido do Poder do Povo, Phak Phalang Prachachon - PPP
Somchai tinha sido anteriormente Ministro da Educação e vice-primeiro-ministro desde fevereiro de 2008. Tornou-se primeiro-ministro em 9 de setembro de 2008 depois de uma sentença do Tribunal Constitucional da Tailândia que inabilitou Samak Sundaravej por considerar que, ao apresentar um programa de culinária na televisão, violava a constituição de seu país, que impede um primeiro-ministro de receber por atividades privadas, em meio à crise política que atingiu o país desde maio de 2008.
Em 1970, Somchai se graduou na Universidade de Thammasat como licenciado em Direito. Advogado desde 1973, obteve um mestrado em Administração Pública o Instituto Nacional de Administração para o Desenvolvimento de Tailândia em 2002. Acedeu ao judiciário em 1975 e foi nomeado Presidente do Tribunal Superior de Pang-nga em 1986, para ocupar-se após a Corte de Apelações da II Região judicial.
Em 1998 foi nomeado no governo como Secretário Permanente Adjunto do Ministério de Justiça, e num ano depois Secretário Permanente, onde trabalhou até março de 2006. Somchai foi designado Secretário Permanente do Ministério de Trabalho dito ano até o golpe de estado de setembro daquele ano. Deputado na Assembléia Nacional da Tailândia desde as eleições gerais de 2007.
Em 2 de Dezembro de 2008, foi destituído pela Corte Constitucional, declarando-o inelegível até 2013. (Ver Crise política de 2008 na Tailândia)